# Campeonato Europeo de Voleibol Masculino de 1950
El Campeonato Europeo de Voleibol Masculino de 1950 fue la segunda edición del Campeonato Europeo de Voleibol, realizada entre el 14 y el 22 de octubre de 1950 en Sofía, Bulgaria y organizado por la CEV.

## Formato
El sistema de competición es el mismo de la 1° edición. Las seis selecciones participantes disputan un hexagonal cuya clasificación define también la del torneo: los equipos ganan un puncto por cada partido jugado y otro más por cada victoria. 

## Equipos
- Bulgaria
- Checoslovaquia
- Hungría
- Rumanía
- Polonia
- Unión Soviética

## Grupo final
| Fecha | Partido                          | Resultado                           |
| 14/10 | Unión Soviética – Rumanía        | 3-0 (15-5,15-6,15-6)                |
| 15/10 | Checoslovaquia - Polonia         | 3-1 (15-12,15-9,14-16,15-7)         |
| 15/10 | Hungría - Bulgaria               | 3-2 (8-15,15-9,17-15,16-14,17-15)   |
| 17/10 | Unión Soviética - Polonia        | 3-0 (15-4,15-5,15-7)                |
| 17/10 | Hungría – Rumanía                | 3-0 (15-10,15-7,15-2)               |
| 18/10 | Unión Soviética - Hungría        | 3-0 (15-3,15-3,15-6)                |
| 19/10 | Checoslovaquia - Rumanía         | 3-0 (15-12,15-11,15-9)              |
| 19/10 | Bulgaria - Polonia               | 3-0 (15-7,15-7,16-14)               |
| 20/10 | Bulgaria - Polonia               | 3-1 (18-16,15-12,10-15,17-15)       |
| 20/10 | Unión Soviética - Checoslovaquia | 3-0 (15-9,15-7,15-7)                |
| 21/10 | Hungría – Polonia                | 3-1 (15-6,15-17,15-7,15-8)          |
| 21/10 | Checoslovaquia - Bulgaria        | 3-2 (12-15,15-10,15-11,14-16,15-10) |
| 22-10 | Rumanía - Polonia                | 3-1 (15-11,14-16,15-7,15-6)         |
| 22/10 | Checoslovaquia - Hungría         | 3-0 (15-12,15-9,15-4)               |
| 22/10 | Unión Soviética - Bulgaria       | 3-0 (15-6,15-8,15-4)                |

## Clasificación final
| Clasificación | Clasificación   | Clasificación | Clasificación | Clasificación | Clasificación | Clasificación | Clasificación | Clasificación |
| Pos.          | Equipo          | Puntos        | P.G.          | P.P.          | Sets G.       | Sets P.       | Tantos G.     | Tantos P.     |
| ------------- | --------------- | ------------- | ------------- | ------------- | ------------- | ------------- | ------------- | ------------- |
| 1.º           | Unión Soviética | 10            | 5             | 0             | 15            | 0             | 225           | 88            |
| 2.º           | Checoslovaquia  | 9             | 4             | 1             | 12            | 6             | 243           | 248           |
| 3.º           | Hungría         | 8             | 3             | 2             | 9             | 9             | 212           | 221           |
| 4.º           | Bulgaria        | 7             | 2             | 3             | 10            | 10            | 260           | 270           |
| 5.º           | Rumanía         | 6             | 1             | 4             | 4             | 13            | 185           | 235           |
| 6.º           | Polonia         | 5             | 0             | 5             | 3             | 15            | 166           | 269           |

## Medallero
|                             |                |         |
| Unión Soviética (1° título) | Checoslovaquia | Hungría |